# Mikel Balenziaga
Mikel Balenziaga Oruesagasti (ur. 29 lutego 1988 roku w Zumarradze) – hiszpański piłkarz występujący na pozycji obrońcy w hiszpańskim klubie Athletic Bilbao.